# Obscure Sphinx
Obscure Sphinx is een Poolse metalband die in 2008 in Warschau door Bartosz Badacz en Mateusz Badacz is opgericht. De stijl van de band kan als postmetal beschouwd worden, maar er zijn ook invloeden van doom en progressive metal aanwezig. Het kenmerk van de groep is de combinatie van 8-snarige gitaren (beide gitaristen gebruiken Schecter-instrumenten), samples en de stem van frontvrouw Zofia "Wielebna" Fraś. Op de albums van Obscure Sphinx wordt er zowel grunt als zuivere zang gebruikt. Een ander opmerkelijk element is de duur van de nummers, de meeste duren meer dan acht minuten en hebben een enigszins langzaam tempo.

## Albums en prijzen
Het eerste album, Anaesthetic Inhalation Ritual, verscheen op 15 april 2011 en werd opgenomen in de Sound Division Studio en de Progresja Studio in Warschau. De reacties op het debuut waren positief, zowel van de luisteraars als de recensenten. Aan het einde van 2011 verliet de gitarist Bartosz Badacz de band. In zijn plaats kwam Aleksander "Olo" Łukomski aan die tot vandaag met de groep optreedt. 
Het tweede album, Void Mother, kwam uit op 15 november 2013. Dit werd in de herfst van 2013 in Polen met Thaw en Behemoth tijdens de Czarna Polska Jesień-tournee ("Zwarte Poolse Herfst") gepromoot. Tot dusver heeft de groep met het platenlabel Fuck the Tag samengewerkt.
Obscure Sphinx heeft enkele muziekprijzen ontvangen, onder andere de tweede plaats in de categorie Album van het Jaar op Wirtualna Polska (een van de populairste websites in Polen) en de New Blood Award op het Summer Breeze-festival in 2012 in Duitsland. Volgens de website zwaremetalen.com "zorgde Obscure Sphinx voor een van de meest memorabele optredens van deze editie".

## Huidige leden
- Zofia "Wielebna" Fraś: zang
- Aleksander "Olo" Łukomski: gitaar
- Michał "Blady" Rejman: bas
- Mateusz "Werbel" Badacz: drum

Voormalig lid
- Tomasz "Yony" Jońca: gitaar

- Bartosz Badacz (gitarist)

## Discografie
- Blinded By The Light, 2009 (demo)
- Part Of Unexisting Space, 2010 (demo)
- Anaesthetic Inhalation Ritual, 2011
- Void Mother, 2013
- Epitaphs, 2016
- Traumaturgy I, 2020
- Traumaturgy II, 2021